# Koerberia sonomensis
Koerberia sonomensis är en lavart som först beskrevs av Edward Tuckerman, och fick sitt nu gällande namn av Henssen. Koerberia sonomensis ingår i släktet Koerberia och familjen Placynthiaceae.   Inga underarter finns listade i Catalogue of Life.